# Brachytarsophrys feae
Espèce
Synonymes
- Megalophrys feae Boulenger, 1887

Statut de conservation UICN

 LC  : Préoccupation mineure
Brachytarsophrys feae est une espèce d'amphibiens de la famille des Megophryidae.

## Répartition
Cette espèce est endémique du Sud-Est de l'Asie. Elle se rencontre :
- dans le nord de la Birmanie ;
- dans le Nord du Viêt Nam ;
- dans le nord de la Thaïlande ;
- en République populaire de Chine dans les provinces du Sichuan, du Guangxi et du Yunnan.

Sa présence est incertaine au Laos.

## Étymologie
Cette espèce a été nommée en l'honneur de Leonardo Fea (1852-1903) qui a obtenu les premiers spécimens.

## Publication originale
- Boulenger, 1887 : Description of a new frog of the genus Megalophrys. Annali del Museo Civico di Storia Naturale di Genova, sér. 2, vol. 4, p. 512-513 (texte intégral).